# Бучацький деканат РКЦ
Бучацький деканат РКЦ — одна з колишніх територіальних субодиниць Львівської архідієцезії Римсько-католицької церкви. Утворений 1765 року, центр — м. Бучач. Ліквідований у 1809–1811 роках. Відновлений у 1840-х роках, фактично припинив існування після повторної червоної окупації, у 1945 році. 
Деканальний храм — костел Внебовзяття Пресвятої Діви Марії в Бучачі.[джерело?]

## Парафії
- Бучач
- Бариш, приєднана до Станиславівського деканату 1787 року, у 1840-х знову у складі деканату[1]
- Вербка, вірні належали до парафії в Коропці, 1926 року вже існувала самостійна парафія[2]
- Джуринська Слобідка, 1904 року утворено системізовану експозитуру, 1935 року — парафію[3]
- Золотий Потік, аналогічно парафії в Бариші[4]
- Ковалівка, 1862/1863 років утворено експозитуру, декретом Юзефа Більчевського від 16 травня 1904 утворено парафію[5]
- Коропець, аналогічно парафій у Бариші, З. Потоці[6]
- Коростятин, входив до складу парафії Монастириська, 1902 року утворена експозитура, 1925 року стала парафією[7]
- Монастириська
- Новоставці, 7 лютого 1911 року утворена експозитура, 1925 року стала парафією[8]
- Порохова; 1906 року тут постала експозитура, до якої у вересні 1909 приєднали Стінку, Зубрець, 1925 року експозитура стала парафією[9]
- Пужники; входили до парафії Бариша, 1887 року місцеві звернулись з проханням утворити експозитуру, дозвіл утворити яку міністерство видало 1910 року, експозитуру формально утворили 1912-го, парафію засновано 1925 року.[10]
- Трибухівці, спочатку до парафії Бучач, 1912 пробощ Ян Огродник запропонував утворити експозитуру, потім парафію; є документ про дії щодо створення експозитури з січня 1914, тимчасова парафія утворена 9 серпня 1933[11]
- Швейків, спочатку входив до парафії Монастириська, 1863 — експозитури в Ковалівці, 1908 року утворено експозитуру, 1925 — парафію[12]

## Декани
- о. Антоній Йонець (пол. Antoni Joniec; 1869, Монастириська — 1952, Гродзисько-Дольне)[13]